# Kanton Amiens 5e (Sud-Est)
Kanton Amiens 5e (Sud-Est) is een voormalig kanton van het Franse departement Somme. Het kanton maakte deel uit van het arrondissement Amiens. Het werd opgeheven bij decreet van 26 februari 2014 met uitwerking vanaf 2015.

## Gemeenten
Het kanton Amiens 5e (Sud-Est) omvatte de volgende gemeenten:
- Amiens (deels, hoofdplaats)
- Cagny